# نیروی بدون تماس

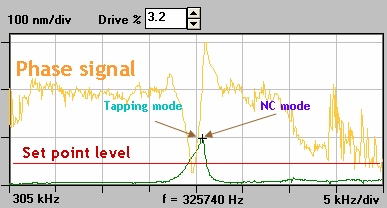
بهره‌برداری و فرکانس‌های غیر تماس AFM

یک نیروی بدون تماس نیرویی است که در یک جسم بدون آن که به صورت فیزیکی با آن در تماس باشد عمل می‌کند. معروف‌ترین نیروی بدون تماس،
نیروی گرانشی است که وزن را تعیین می کند. در مقابل نیروی تماس نیرویی است که یک جسم نیرو را به جسم دیگری که با آن در تماس است وارد می‌کند.

## مثال‌ها
هر چهار نیروی بنیادی شناخته شده نیروهای بدون تماس هستند:
- جاذبه، یا نیروی گرانش نیروی جاذبه که در بین تمام جسم‌هایی که جرم دارند وجود دارد. نیرویی که به هر جسم به وسیله جسم دیگر از طریق وزن اعمال می‌شود متناسب با جرم جسم اول در جرم جسم دوم تقسیم بر مربع فاصله بین آنها است.
- الکترومغناطیس نیرویی است که باعث ایجاد تعامل بین ذرات باردار الکتریکی می‌شود. مناطقی که این اتفاق می‌افتد، میدان‌های الکترومغناطیسی نامیده می‌شود. نمونه‌هایی از این نیرو عبارتند از: برق، مغناطیس، امواج رادیویی، مایکروویو، مادون قرمز، نور مرئی، اشعه ایکس و اشعه گاما. الکترومغناطیس از تمامی پروسه‌های شیمیایی، بیولوژیکی، الکتریکی و الکترونیکی متمایز است.
- نیروی هسته ای قوی: بر خلاف گرانش و الکترومغناطیس، نیروی هسته ای قوی یک نیروی کوتاه برد است که بین ذرات بنیادی درون هسته وجود دارد. این شارژ مستقل است و به‌طور مساوی بین پروتون و پروتون، نوترون و نوترون و پروتون و نوترون عمل می‌کند. نیروی هسته ای قوی، قوی‌ترین نیروی طبیعت است. با این حال محدوده آن کوچک است (تنها در فاصله 10 تا 15 متر عمل می‌کند). نیروی هسته ای قوی میان واکنش‌های هسته ای و تقسیم هسته ای وجود دارد.
- نیروی هسته ای ضعیف: نیروی هسته ای ضعیف واسطه واپاشی بتای یک نوترون است، که در آن نوترون واپاشی شده به پروتون تبدیل شده و از خود ذرات بتا و ذرهٔ بدون بار نوترینو ساطع می‌شود. در نتیجه میانجی گری کردن فرایند بتا، نیروی ضعیف هسته نقش مهمی در ابرنواخترها ایفا می‌کند. نیروهای قوی و ضعیف بخش مهمی از مکانیک کوانتوم را تشکیل می‌دهند.
- الکتریکی